# Trichoptya padanga
Trichoptya padanga là một loài bướm đêm trong họ Noctuidae.